# Färsna naturreservat
Färsna naturreservat är ett kommunalt naturreservat i Norrtälje kommun i Stockholms län.
Området är naturskyddat sedan 2022 och är 81 hektar stort. Naturreservatet ligger strax norr om Norrtälje och består av barrskog och odlingslandskap.